# 17.ª etapa do Tour de France de 2019
A 17.ª etapa do Tour de France de 2019 teve lugar a 24 de julho de 2019 entre Ponte do Gard e Gap sobre um percurso de 206 km e foi vencida em solitário pelo italiano Matteo Trentin da Mitchelton-Scott. O francês Julian Alaphilippe conseguiu reter o maillot jaune um dia mais.

## Classificação da etapa
| \| Classificação por etapas \| Classificação por etapas \| Classificação por etapas \| Classificação por etapas \| Classificação por etapas \| \| Ciclista \| Ciclista \| Equipe \| Tempo \| \| \| ------------------------ \| ------------------------ \| -------------------------- \| ------------------------ \| ------------------------ \| \| 1. \| Matteo Trentin \| Mitchelton-Scott \| 4h21m36s \| \| \| 2. \| Kasper Asgreen \| Deceuninck-Quick Step \| + 37s \| \| \| 3. \| Greg Van Avermaet \| CCC Team \| + 41s \| \| \| 4. \| Bauke Mollema \| Trek-Segafredo \| + 41s \| \| \| 5. \| Dylan Teuns \| Bahrain-Merida \| + 41s \| \| \| 6. \| Gorka Izagirre \| Astana \| + 41s \| \| \| 7. \| Daniel Oss \| Bora-Hansgrohe \| + 44s \| \| \| 8. \| Pierre-Luc Périchon \| Cofidis, Solutions Crédits \| + 50s \| \| \| 9. \| Toms Skujiņš \| Trek-Segafredo \| + 50s \| \| \| 10. \| Jesús Herrada \| Cofidis, Solutions Crédits \| + 55s \| \| |                     |                            |          |
| |                     |                            |          |
| Fonte: ProCyclingStats |                     |                            |          |
| Classificação por etapas |                     |                            |          |
| Ciclista | Ciclista            | Equipe                     | Tempo    |
| 1. | Matteo Trentin      | Mitchelton-Scott           | 4h21m36s |
| 2. | Kasper Asgreen      | Deceuninck-Quick Step      | + 37s    |
| 3. | Greg Van Avermaet   | CCC Team                   | + 41s    |
| 4. | Bauke Mollema       | Trek-Segafredo             | + 41s    |
| 5. | Dylan Teuns         | Bahrain-Merida             | + 41s    |
| 6. | Gorka Izagirre      | Astana                     | + 41s    |
| 7. | Daniel Oss          | Bora-Hansgrohe             | + 44s    |
| 8. | Pierre-Luc Périchon | Cofidis, Solutions Crédits | + 50s    |
| 9. | Toms Skujiņš        | Trek-Segafredo             | + 50s    |
| 10. | Jesús Herrada       | Cofidis, Solutions Crédits | + 55s    |

## Classificações ao final da etapa

### Classificação geral(Maillot Jaune)
| \| Classificação geral \| Classificação geral \| Classificação geral \| Classificação geral \| Classificação geral \| \| Ciclista \| Ciclista \| Equipe \| Tempo \| \| \| ------------------- \| ------------------- \| --------------------- \| ------------------- \| ------------------- \| \| 1. \| Julian Alaphilippe \| Deceuninck-Quick Step \| 69h39m16s \| \| \| 2. \| Geraint Thomas \| Team Ineos \| + 1m35s \| \| \| 3. \| Steven Kruijswijk \| Team Jumbo-Visma \| + 1m47s \| \| \| 4. \| Thibaut Pinot \| Groupama-FDJ \| + 1m50s \| \| \| 5. \| Egan Bernal \| Team Ineos \| + 2m02s \| \| \| 6. \| Emanuel Buchmann \| Bora-Hansgrohe \| + 2m14s \| \| \| 7. \| Mikel Landa \| Movistar Team \| + 4m54s \| \| \| 8. \| Alejandro Valverde \| Movistar Team \| + 5m00s \| \| \| 9. \| Rigoberto Urán \| EF Education First \| + 5m33s \| \| \| 10. \| Richie Porte \| Trek-Segafredo \| + 6m30s \| \| |                    |                       |           |
| |                    |                       |           |
| Fonte: ProCyclingStats |                    |                       |           |
| Classificação geral |                    |                       |           |
| Ciclista | Ciclista           | Equipe                | Tempo     |
| 1. | Julian Alaphilippe | Deceuninck-Quick Step | 69h39m16s |
| 2. | Geraint Thomas     | Team Ineos            | + 1m35s   |
| 3. | Steven Kruijswijk  | Team Jumbo-Visma      | + 1m47s   |
| 4. | Thibaut Pinot      | Groupama-FDJ          | + 1m50s   |
| 5. | Egan Bernal        | Team Ineos            | + 2m02s   |
| 6. | Emanuel Buchmann   | Bora-Hansgrohe        | + 2m14s   |
| 7. | Mikel Landa        | Movistar Team         | + 4m54s   |
| 8. | Alejandro Valverde | Movistar Team         | + 5m00s   |
| 9. | Rigoberto Urán     | EF Education First    | + 5m33s   |
| 10. | Richie Porte       | Trek-Segafredo        | + 6m30s   |

### Classificação por pontos(Maillot Vert)
| Classificação por pontos | Classificação por pontos | Classificação por pontos | Classificação por pontos | Classificação por pontos |
| Ciclista                 | Ciclista                 | Equipe                   | Pontos                   |                          |
| ------------------------ | ------------------------ | ------------------------ | ------------------------ | ------------------------ |
| 1.                       | Peter Sagan              | Bora-Hansgrohe           | 309 pts                  |                          |
| 2.                       | Elia Viviani             | Deceuninck-Quick Step    | 224 pts                  |                          |
| 3.                       | Sonny Colbrelli          | Bahrain-Merida           | 203 pts                  |                          |
| 4.                       | Michael Matthews         | Team Sunweb              | 201 pts                  |                          |
| 5.                       | Caleb Ewan               | Lotto-Soudal             | 198 pts                  |                          |
| 6.                       | Matteo Trentin           | Mitchelton-Scott         | 180 pts                  |                          |
| 7.                       | Jasper Stuyven           | Trek-Segafredo           | 157 pts                  |                          |
| 8.                       | Greg Van Avermaet        | CCC Team                 | 134 pts                  |                          |
| 9.                       | Julian Alaphilippe       | Deceuninck-Quick Step    | 117 pts                  |                          |
| 10.                      | Dylan Groenewegen        | Team Jumbo-Visma         | 116 pts                  |                          |

### Classificação da montanha(Maillot à Pois Rouges)
| Classificação da montanha | Classificação da montanha | Classificação da montanha  | Classificação da montanha | Classificação da montanha |
| Ciclista                  | Ciclista                  | Equipe                     | Pontos                    |                           |
| ------------------------- | ------------------------- | -------------------------- | ------------------------- | ------------------------- |
| 1.                        | Tim Wellens               | Lotto-Soudal               | 64 pts                    |                           |
| 2.                        | Thibaut Pinot             | Groupama-FDJ               | 50 pts                    |                           |
| 3.                        | Thomas De Gendt           | Lotto-Soudal               | 38 pts                    |                           |
| 4.                        | Julian Alaphilippe        | Deceuninck-Quick Step      | 33 pts                    |                           |
| 5.                        | Giulio Ciccone            | Trek-Segafredo             | 30 pts                    |                           |
| 6.                        | Simon Yates               | Mitchelton-Scott           | 29 pts                    |                           |
| 7.                        | Xandro Meurisse           | Wanty-Gobert               | 27 pts                    |                           |
| 8.                        | Steven Kruijswijk         | Team Jumbo-Visma           | 24 pts                    |                           |
| 9.                        | Emanuel Buchmann          | Bora-Hansgrohe             | 24 pts                    |                           |
| 10.                       | Natnael Berhane           | Cofidis, Solutions Crédits | 20 pts                    |                           |

### Classificação do melhor jovem(Maillot Blanc)
| Classificação dos jovens | Classificação dos jovens | Classificação dos jovens | Classificação dos jovens | Classificação dos jovens |
| Ciclista                 | Ciclista                 | Equipe                   | Tempo                    |                          |
| ------------------------ | ------------------------ | ------------------------ | ------------------------ | ------------------------ |
| 1.                       | Egan Bernal              | Team Ineos               | 69h41m18s                |                          |
| 2.                       | David Gaudu              | Groupama-FDJ             | + 13m31s                 |                          |
| 3.                       | Enric Mas                | Deceuninck-Quick Step    | + 42m00s                 |                          |
| 4.                       | Laurens De Plus          | Team Jumbo-Visma         | + 49m15s                 |                          |
| 5.                       | Giulio Ciccone           | Trek-Segafredo           | + 51m24s                 |                          |
| 6.                       | Gregor Mühlberger        | Bora-Hansgrohe           | + 51m49s                 |                          |
| 7.                       | Lennard Kämna            | Team Sunweb              | + 1h24m10s               |                          |
| 8.                       | Nils Politt              | Katusha-Alpecin          | + 1h25m22s               |                          |
| 9.                       | Tiesj Benoot             | Lotto-Soudal             | + 1h28m09s               |                          |
| 10.                      | Gianni Moscon            | Team Ineos               | + 1h35m29s               |                          |

### Classificação por equipas(Classement par Équipe)
| Classificação por equipes | Classificação por equipes | Classificação por equipes | Classificação por equipes |
| Equipe                    | Equipe                    | Tempo                     |                           |
| ------------------------- | ------------------------- | ------------------------- | ------------------------- |
| 1.                        | Trek-Segafredo            | 208h59m41s                |                           |
| 2.                        | Movistar Team             | + 8m13s                   |                           |
| 3.                        | UAE Team Emirates         | + 46m23s                  |                           |
| 4.                        | Bora-hansgrohe            | + 47m40s                  |                           |
| 5.                        | EF Education First        | + 55m33s                  |                           |
| 6.                        | Ineos                     | + 56m15s                  |                           |
| 7.                        | Groupama-FDJ              | + 1h02m45s                |                           |
| 8.                        | Mitchelton-Scott          | + 1h07m53s                |                           |
| 9.                        | Team Jumbo-Visma          | + 1h15m29s                |                           |
| 10.                       | AG2R La Mondiale          | + 1h20m56s                |                           |

## Abandonos
- Luis León Sánchez, com dores de costas, não tomou a saída.[2]
- Cees Bol, por precaução, não tomou a saída.[2]
- Tony Martin, depois de um incidente com Luke Rowe durante a etapa, foi expulso pela organização.[3]
- Luke Rowe, depois de um incidente com Tony Martin durante a etapa, foi expulso pela organização.[3]